# Logistat A500
Die Logistat A500 ist eine speicherprogrammierbare Steuerung, die von der Firma AEG 1980 auf den Markt gebracht wurde.
Sie war der Nachfolger der A400 und nutzte den gleichen Aufbau und viele der E/A Karten. Nach einigen Jahren kam dann noch eine vereinfachte Version als A350 auf den Markt. Mit dem Aufkauf der Firma Modicon durch die AEG wurde der Produktname Logistat durch Modicon ersetzt. Die Steuerung ist durch den Verkauf dieses Teils der AEG 1994 heute ein Produkt von Schneider Electric. Sie wurde in den letzten 25 Jahren in den unterschiedlichsten Bereichen eingesetzt. Auch heute findet man sie noch in Wasserwerken, Kläranlagen und vielen Industriebetrieben. Insgesamt sind von den Systemen der Gruppe A350/A400/A500 etwa 20000 Installationen ausgeführt worden. Ein weiterer Gerätetyp mit der Bezeichnung A800 ist eine innerhalb der Stromrichtertechnik entwickelte SPS, die sich in Hardware und Software weitgehend von der A500 unterscheidet und nicht, wie man laut Typenbezeichnung annehmen könnte, eine Weiterentwicklung dieser ist.

## Systemübersicht
Die Geräte können in hierarchischen Architekturen Arbeiten und auch Prozessleitaufgaben übernehmen. Sie sind modular erweiterbar. Grundsätzlich erfolgt die Kennung der Geräte folgendermaßen:
- A=Automatisierungsgerät
- K=Kommunikationstechnik
- B=Bedien- oder Darstellungsgerät
- P=Programmiergerät

## Daten der A500
Die erste ALU war die mit einem Intel 8086 und optional mit 8087 ausgerüstete ALU821. Sie konnte mit ihrem 16 Bit Prozessor 1 MB ansprechen. Die Grundsoftware war modular auf Zusatzkarten steckbar und konnte mehr als die Hälfte des möglichen Speichers verbrauchen. Da die Grundsoftware auf EPROM gespeichert war, ist die Lebensdauer begrenzt. Die ersten 64k der Grundsoftware mussten fest auf die ALU gesteckt werden. Der Rest wurde je nach Bedarf auf SF8512 gesteckt. Da zusätzlich noch Adressraum für Signalspeicher und die Adressierung von Kommunikationskarten benötigt wurde, hatte man als Anwenderspeicher in RAM oder EPROM knapp 300Kb zur Verfügung. Der Bereich der Mögliche E/A beträgt etwa 5000 digital und analog.
Neben dieser "Ur-ALU" wurden später andere Typen eingesetzt, die nicht mehr auf den Bus PMB (PMB = Paralleler Mikroprozessor Bus; Speicherbus) zum Zugriff auf den Speicher zurückgreifen. Diese Serie begann mit der ALU011 und wurde später durch schnellere Typen erweitert. Die Programmierung blieb dabei kompatibel. Die Grundsoftware und der RAM-Bereich wurden auf die ALU-Baugruppe integriert. Um ein Wechseln der ALU ohne Speicherverlust zu erlauben, kann eine Lithium-Batterie an 2 Pins der Programmierschnittstelle geklemmt werden.

## Arbeitsweise der A500
Die Arbeitsweise der A500 wurde wesentlich bestimmt durch das Zusammenwirken
von:
- Speicher
- Zentraleinheit
- E/A-Baugruppen

Der Datenfluss zwischen diesen Komponenten wurde durch verschiedene Bussysteme wahrgenommen.
Durch Einrasten der E/A-Baugruppen mit dem auf der Rückseite befindlichen Stecker wurde eine Kontaktierung mit dem den Bussen (PMB, PEAB) hergestellt.

### Speicher
Der Speicher verfügte über einen Adressraum von 1 MByte. In ihm lassen sich 3 Bereiche
unterscheiden:
- Anwenderspeicher (RAM oder EPROM)
- Signalspeicher (RAM)
- Grundsoftware (EPROM)

### Zentraleinheit
Die Zentraleinheit war das Steuer- und Rechenwerk der A500. Sie steuerte die einzelnen Anweisungen (AWP) eines Programms nach den von der Grundsoftware (Firmware) vorgegebenen Regeln aus.
- Einlesen von externen Daten und Signalen in den Signalspeicher
- Verarbeitung dieser Daten
- Berechnungen
- Speichern der Bearbeitungsergebnisse im Signalspeicher
- Ausgabe der Ergebnisse.

### E/A-Baugruppen
Alle Baugruppen, die unmittelbar auf den Prozess einwirkten, sind E/A-Baugruppen.
Dazu gehören:
- Ein-/Ausgabebaugruppen für die Verarbeitung von binären Signalzuständen
- Ein-/Ausgabebaugruppen für die Verarbeitung analoger Signale
- intelligente Funktionsbaugruppen (z. T. E/A-Baugruppen mit eingebautem Prozessor, z. B. Positionierer, Regler, Zählerbaugruppen usw.)

Bei den E/A-Baugruppen sind zu unterscheiden:
- Frontanschlusstechnik: Der Anschluss für die Prozesssignale sowie für die Versorgung der Sensoren und Aktoren erfolgte über frontseitige Schraub-/ Steckklemmen.
- Heckanschlusstechnik: Der Anschluss für die Prozesssignale sowie für die Versorgung der Sensoren und Aktoren erfolgte über 48-polige Stecker, die sich auf der Rückseite der Baugruppe befanden.

### PMB Grund-Baugruppenträger
Der PMB (paralleler Mikroprozessor-Bus, Speicher-Bus), der sich auf der Rückwand
des Zentral-Baugruppenträgers befand. An ihm wurden die Zentraleinheiten
(z. B. ALU821), die Speicherbaugruppen (SC 8256, SF 8512), die Überwachungsbaugruppe
(UKA 02x) sowie die Koppelbaugruppen (BIK, KOS, KP …) angeschlossen.
Jeder PMB-Teilnehmer belegt einen bestimmten Teil des vorhandenen Adressraums (Speicher).
Welche Adressen dem jeweiligen Teilnehmer zugeordnet wurden, ist auf den
einzelnen Baugruppen hardwaremäßig über Brückeneinstellungen definiert (keine Steckplatzadressierung).

### PEAB Grund-Baugruppenträger
Der PEAB (paralleler E/A-Bus), der sich auf der Rückwand des Zentral-Baugruppenträger und der Erweiterungs-Baugruppenträger DTA 025 befand. PEAB-Teilnehmer
sind UKA 024, ALU 150, ALU 011, ALU 061 sowie die in Heckanschlusstechnik ausgeführten
E/A-Baugruppen. Die E/A-Steckplätze für den PEAB befanden sich in den Erweiterungs-Baugruppenträgern DTA 025 sowie in den Zentral-Baugruppenträgern DTA 024 und DTA 028.
Jedem PEAB-Steckplatz wurde eine feste Platzadresse zugeordnet werden. Die Adressierung
ist somit unabhängig von der Baugruppe, mit der der jeweilige Steckplatz bestückt
wurde (Steckplatzadressierung). Die Adressen für ALU und UKA wurden vom System
automatisch vergeben.

## Programmierung
Die Programmierung erfolgte am Anfang ausschließlich durch Dolog 80B, eine in die Steuerung Integrierte Bausteinsprache. Die Programmierung wurde durch Terminals direkt an der Steuerung vorgenommen. Als die ersten PCs erschwinglich wurden, konnte man die Programmierung auch offline am PC vornehmen. Dabei wurden die Programme mit einem Texteditor (ALTER) geschrieben und dann mit der Software A500 übersetzt und in die Steuerung geladen. Eine Weiterentwicklung von A500 ist Modicad E, mit der man eine grafische Programmierung in Bausteintechnik vornehmen konnte. In neuerer Zeit wurde noch eine Windows-Software (A500 Classik) entwickelt.
Die 2. Programmiersoftware für den PC ist Dolog AKF35. Damit war erstmals eine Programmierung auf Basis der DIN 19239 in AWL, KOP und FUP möglich.

## Kommunikation
Die Kommunikation mit der A500 erfolgt mit der IKOS Kopplung, eine AEG Eigenentwicklung und integraler Bestandteil der AEG Automatisierungsgeräte (Micro/A120/A250/A350/A500).

### IKOS
Das „Integrierten Kommunikations-Systems“ (IKOS) ist als ein lokales Netz mit offener Kommunikation (OSI) und bitserieller Übertragung definiert.
Das Integrierte Kommunikations-System basiert auf dem seriellen Anlagenbus SEAB und den unteren 5 Schichten des ISO/OSI-Referenzmodells.
Nach IKOS wird Koppeln im weitesten Sinne die Verbindung von zwei oder mehreren Kommunikationsteilnehmer (Koppelteilnehmer) zum Zweck des Datenaustauschs verstanden. Der Übertragungsweg, auf dem dieser Datenaustausch abgewickelt wird, wird als Bus bezeichnet.
Die zu übertragenden Daten (Nachrichten) werden kodiert und in Form von Telegrammen übertragen. Die Art und Weise der Kodierung (Telegrammaufbau) und die Übertragungsart (seriell/parallel) wird Kommunikationsprozedur (AEG Koppelprozedur) genannt.
Für die Anwendungsebene wurden für die Bedien- und Programmierfunktionen (PUTE) Protokollfestlegungen auf Basis von IKOS Systemnachrichtenwege und SEAB Prozeduren als AEG Standards SKOS (A250) und BKOS (Micro/A120) definiert.
Diese Protokolle sind in den AEG IPA 90 Entwicklungsrichtlinien festgehalten.
SEABKOP (A500 ↔ DPC400) oder „B500“ benutzen das in einem Modnet-1N Telegramm mittels gerichtetem Nachrichtenweg zur Verfügung stehenden Anwender Datenfeld (D3 bis D128) zum Datentransport.

#### SEAB
Der serielle Anlagenbus (SEAB) ist ein Übertragungssystem, auf dem alle Nachrichten bitserielle zwischen den Stationen in Form von Telegrammen übertragen werden.
Er diente als Oberbegriff für die in der AEG realisierten Anlagenbusse SEAB 1F, SEAB 1N und SEAB 2NP. Sie seriellen Anlagenbusse realisieren die Schichten 1 und 2 des ISO-OSI Schichtenmodelles.
Im Verlauf der Entwicklung der Automation wurde durch Strukturierung der Kommunikationshierarchien der Begriff „SEAB“ durch „Modnet“ ersetzt.
Auf Basis des ISO/OSI Schichtenmodells definierte die AEG drei verschiedene Realisierungsvarianten für den Datenaustausch in allen Technologiebereichen:
- Modnet 1: Feldebene – Koppler: 1/SFB, 1/N, 1/P, 1/F, 1/W usw.
- Modnet 2: Prozessbus – Koppler: 2/NP (Token BUS), 2/ND.
- Modnet 3: Backbone – Koppler: 3/MMSE. (MAP 3.0)

Die Realisierungsvariante Modnet 1 mit den Koppelbaugruppen für 1/SFB (Bitbus), 1/N, 1/F und Programmiergerätekopplung (V.24) verwenden die SEAB Telegrammtypen bzw. Prozeduren
(OSI-Schicht 2) zur Datenübertragung.

##### SEAB 1F
AEG Fernwirkbus unter GEADAT, aufbauend auf DIN 19241
- Optimiert auf langsame Übertragungskanäle und große Entfernungen
- Übertragungsrate 300 bis 19200 Baud
- Entfernungsbereich unverstärkt bis 15 km, abhängig von Übertragungsrate
- Teilnehmerzahl 127 (Adresse 0…126, 127=global Adresse)
- Basisband Übertragungstechnik mit GDÜ
- Frequenzübertagung mit MODEM
- Übertragungsmedium Fernmeldekabel
- Übertragungsart Senden mit Quittung, Lesen und Broadcast
- Einzelzeichenübertragung 2/4 Bytes
- Fehlersicherung HD=4, Längs- und Querparität
- Fehlerkorrektur durch Wiederholung

##### SEAB 1N
AEG Prozessbus unter IKOS, aufbauend auf DIN 19241
- Optimiert auf Nachrichtenübertragung in Blöcken bis 128 Bytes
- Übertragungsrate 300 bis 19200 Baud
- Entfernungsbereich unverstärkt bis 10 km, abhängig von Übertragungsrate
- Teilnehmerzahl 128
- Basisband Übertragungstechnik mit GDÜ
- Frequenzübertagung mit MODEM
- Übertragungsmedium Fernmeldekabel
- Übertragungsart Senden mit Quittung, Lesen und Broadcast
- Blöckübertragung bis 128 Bytes, davon 126 Byte Nutzdaten
- Fehlersicherung HD=4, Längs- und Querparität
- Fehlerkorrektur durch Wiederholung

##### SEAB 2NP
AEG Prozessbus unter IKOS, entsprechend PROWAY C, IEEE 802.4
- Optimiert auf Nachrichtenübertragung in Blöcken
- Übertragungsrate 5 MBaud
- Entfernungsbereich unverstärkt bis 0,8 km
- Teilnehmerzahl 40
- Carrierband Übertragungstechnik
- Übertragungsmedium Koaxialkabel

Quellen: AEG Handbuch Manual "Begriffe der Kommunikationstechnik"

## Sonstiges
Trotzdem haben sie sich im Dschungel der Kommunikationsprotokolle nicht durchgesetzt. Daher bestehen mittlerweile andere Protokolle die von der A500 und/oder ihren Kommunikationsbaugruppen emuliert werden.

## Frontanschlusstechnik
Die später in Verbindung mit A350 und A250 entwickelte Frontanschlusstechnik wurde auch auf der A500 implementiert.

## Experten
Eine wichtige Entwicklung der A500 waren die Expertenbaugruppen POS001, POS011 und DOZ001 unter anderen. Diese erlaubten schnelles Reagieren, Regeln und Steuern. Dies im Verbund mit einer SPS und damit voll in die Anlagenprogrammierung integriert.
Daneben bildet die AEG Stromrichtertechnik eine wichtige Schnittstelle für die Verwendung der A500. Mehrere digitale und teildigitale Stromrichtertypen der ersten und zweiten Generation die in Berlin gefertigt wurden, haben eine Schnittstelle zum A500 Feldbus SEAB-1-SFB.

## Verwendung
Die A500 diente besonders als SPS in größeren Schaltzentralen. Die Zentralisierung der Ein- und Ausgänge ist jedoch heute nicht mehr gängig. Auch die Frontanschlusstechnik konnte die neuen dezentralisierten Konzepte nicht vollständig erfüllen. Daher und wegen ihres sehr hohen Preises ist dieses Gerät nicht mehr zeitgemäß.
In vielen Anwendungen war die A500 länger in Betrieb und dies Jahren ohne nennenswerte Ausfälle. Dies spricht für die hohe Produktionsqualität die bis heute von wenigen SPS erreicht wird. A500 fand man noch in Klärwerken, Chemie und in Produktionsanlagen in Asien.

## Ersatzteile
Ersatzteile für die A500 waren bis zum Jahr 2000 noch sehr begehrt. Dann wurden allerdings auch alte Steuerungen in Europa und Fernost vollständig ersetzt und die A500 ist definitiv Geschichte.

## A130, A250, A350, A500 Ersatzteile, Migrationsstrategien
Bei Anlagen, die mit den Systemen A250, A130, A350 und/oder A500 ausgerüstet sind, liefert die Fa. OHP Neu- bzw. Ersatzteile, so dass der Betrieb von Anlagen mit diesen Steuerungen langfristig gesichert ist. Insbesondere bietet OHP mit der Migration auf neue ALUs der Baureihe @250 eine kostengünstige und elegante Alternative, eine Umrüstung auf den neuesten Stand der Technik durchzuführen und somit die Anlagen für die Zukunft zu sichern. Mit den neuen @250-Systemen hat OHP eine Strategie entwickelt, die bei minimierten Kosten und Zeitaufwendungen die A(Automatisierungs) und U(Fernwirk)-Geräte in eine neue und langfristig verfügbare Automatisierungs- und Fernwirkbaureihe migriert. Für die A350-/500 ist diese Migrationsstrategie an der Frontanschlusstechnik direkt nutzbar.
Bestechender Vorteil dieser Strategie ist die Beibehaltung der vorhandenen E/A-Ebene. Dadurch entfallen hohe Kosten für neue E/A-Baugruppen, Montage und Verdrahtungsaufwendungen, womit sich insgesamt eine Modernisierung der Anlage mit wesentlich geringeren und überschaubaren Kosten sowie Zeitaufwendungen realisieren lässt.
Die Durchführung einer Modernisierung im laufenden Betrieb ist genau kalkulierbar, da es keinen point of no return gibt. Wenn die zu modernisierende Anlage zu einem bestimmten Zeitpunkt wieder in Betrieb gehen muss, kann notfalls einfach die bisherige ALU und ggf. der Grundbaugruppenträger gesteckt werden.